# Liste der Baudenkmäler in Fürth
Auf dieser Seite sind die Baudenkmäler in der mittelfränkischen kreisfreien Stadt Fürth zusammengestellt. Diese Tabelle ist eine Teilliste der Liste der Baudenkmäler in Bayern. Grundlage ist die Bayerische Denkmalliste, die auf Basis des Bayerischen Denkmalschutzgesetzes vom 1. Oktober 1973 erstmals erstellt wurde und seither durch das Bayerische Landesamt für Denkmalpflege geführt wird. Die folgenden Angaben ersetzen nicht die rechtsverbindliche Auskunft der Denkmalschutzbehörde.

Fürther Flagge

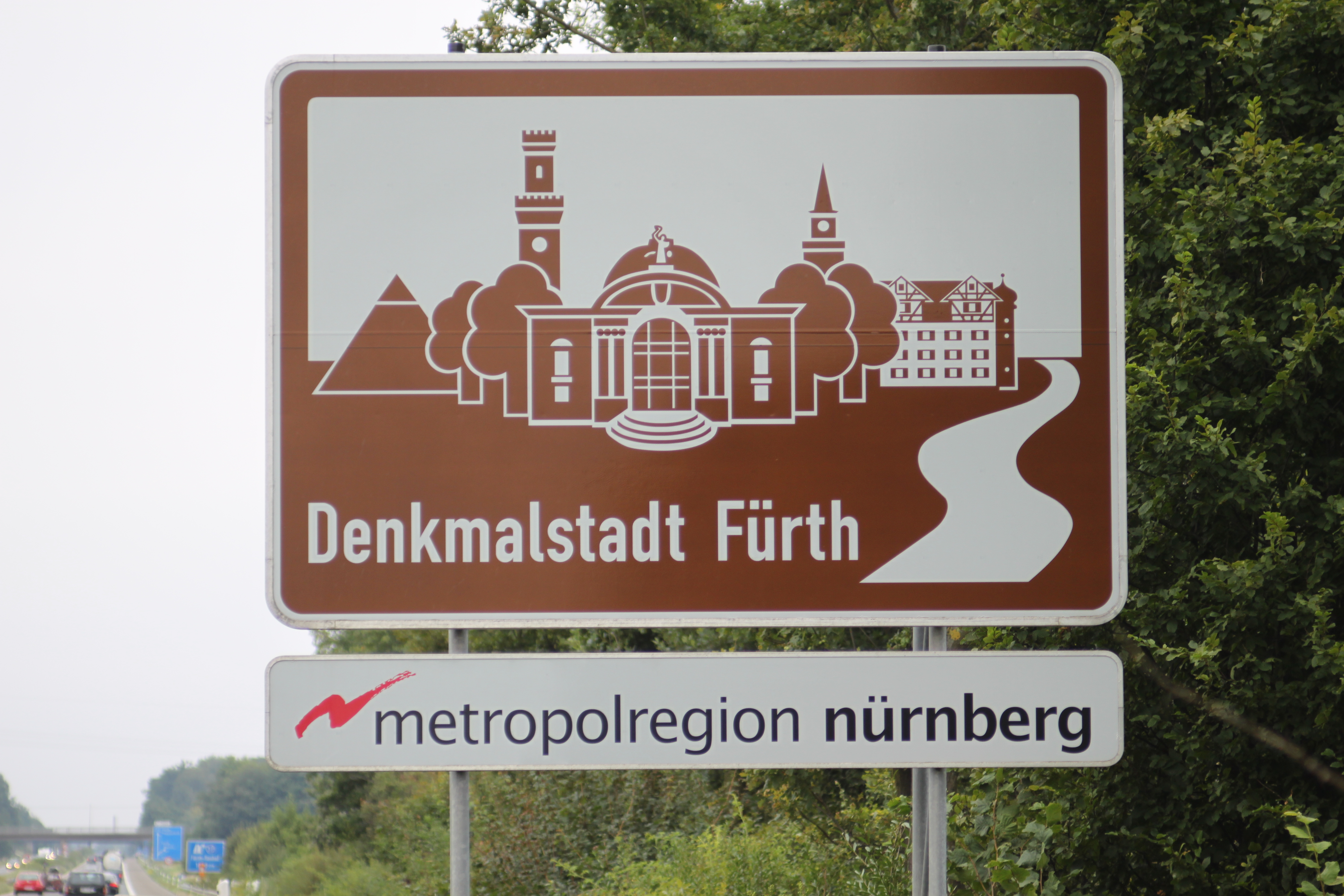
Denkmalstadt Fürth. Hinweisschild an der Autobahn A 73.

Fürth beansprucht den Titel „Denkmalstadt“, da es angeblich entsprechend einer Erhebung aus dem Jahre 2004 mit 17,74 Denkmälern pro 1000 Einwohner die „höchste Denkmaldichte aller deutschen Großstädte“ aufweise, dabei haben mindestens Leipzig (28,76), Heidelberg (19,38) und Dresden (18,55) höhere Quoten zu verzeichnen. Die grundsätzliche Berechtigung des Titels wird aufgrund von zahlreichen Abrissen und Entkernungen derzeit zunehmend kritisch gesehen.

## Ensembles

### Ensemble Alexanderstraße/Hallplatz
Aktennummer E-5-63-000-1

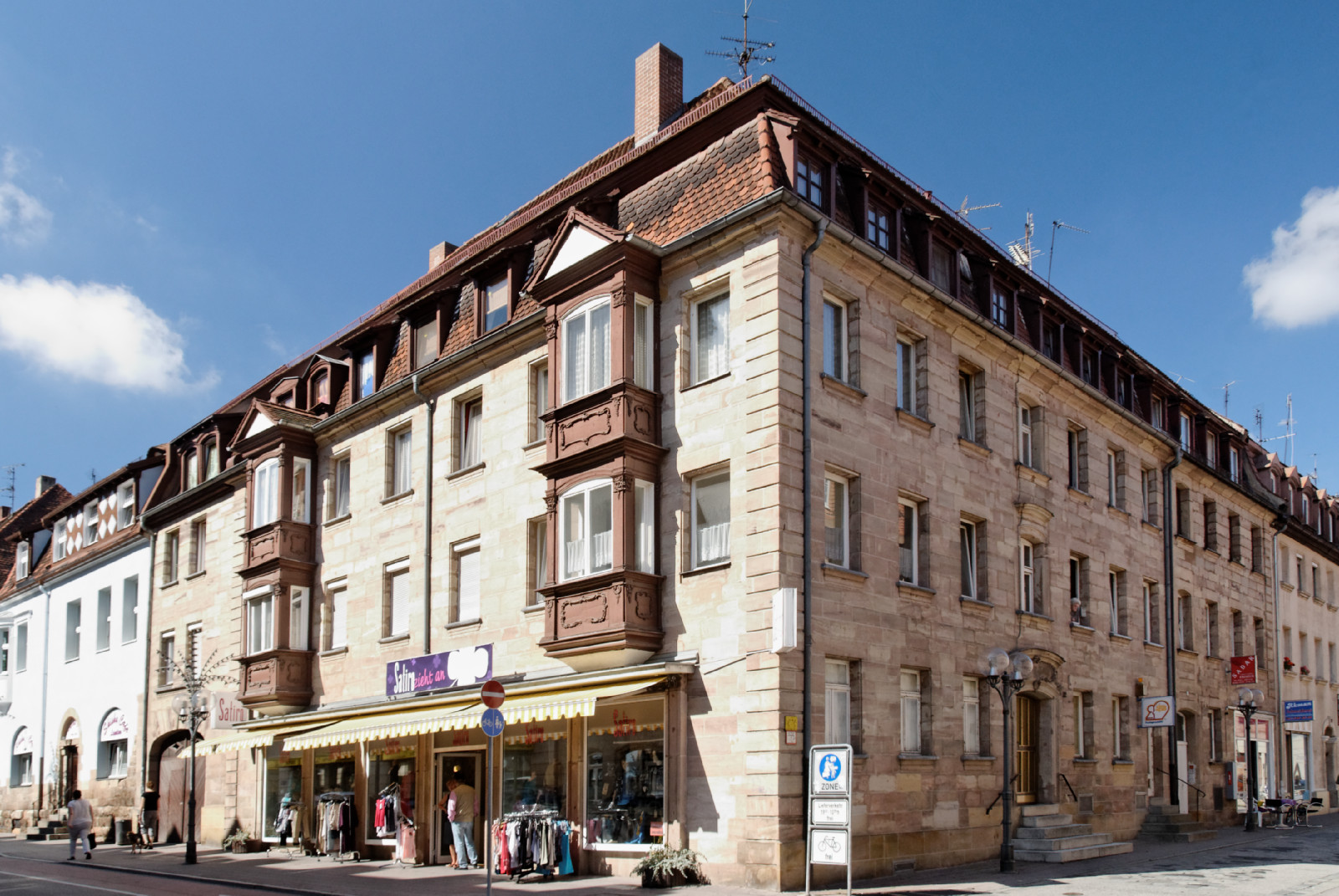
Haus Alexanderstraße 1 in Fürth

Das Ensemble setzt sich zusammen aus der Alexanderstraße und dem Hallplatz. Der ältere Abschnitt der Alexanderstraße – zwischen Schwabacher und Hallstraße – wurde unter Markgraf Alexander 1763–67 planmäßig angelegt und war seinerzeit nach der gleichermaßen entstandenen Bäumenstraße die zweite geradlinige Straße Fürths und ist durch dreigeschossige Mansarddachhäuser im markgräflichen Barock (Quaderbauten) charakterisiert.
Die nordöstliche Häuserzeile mit den ungeraden Nummern wich in den 1980er Jahren fast vollständig dem Neubau des sogenannten „Flairs“ (das ehemalige City-Center). Dieses Einkaufszentrum war zwar mittels Traufhöhe, Natursteinverkleidung und Verwendung einzelner Bauteile der vorherigen Bebauung um Einfügung ins Ortsbild bemüht, ist jedoch – von den Häusern Alexanderstraße Nr. 1 und 3 sowie Schwabacher Straße 5a an seiner Nordostecke abgesehen – kein Teil des Ensembles. Bereits zum Hallplatz gehört die klassizistische, zweigeschossige traufständige Häuserreihe Königstraße 107–131 (ungerade Nummern), die um 1800 entstand. Diese Hausreihe (bzw. die Königstraße) begrenzt den Hallplatz östlich und bildet einen Abschluss gegen die Pegnitzniederung.
Die Grundrissform des dreieckigen Hallplatzes entsteht aus den Straßenachsen Alexanderstraße, Bäumenstraße und Königstraße. Westlich schließt eine Gruppe palastartiger Wohnhäuser von ca. 1830 den Hallplatz ab (Alexanderstraße 24, 26, 28, 30, 32, Königstraße 128/130), nach Auffassung des Landesamtes für Denkmalpflege handelt es sich dabei um die „qualitätvollste klassizistische Hausgruppe Fürths“. An der östlichen Platzseite steht die klassizistische katholische Liebfrauenkirche, deren Pläne neuerdings Leo von Klenze zugeschrieben werden und ab 1824 von Bauinspektor Johann Brüger erbaut wurde. Den Nordabschluss des Hallplatzes bilden zwei neubarocke Monumentalbauten: das Amtsgericht von 1898/1900 und das Stadttheater, 1901/02 nach einem Entwurf des Büros Fellner & Helmer erbaut.

### Ensemble Altstadt
Aktennummer E-5-63-000-9
Das Ensemble umfasst in erster Linie den historischen Ortskern, wie er sich auf mittelalterlichem Grundriss von der vollständigen Zerstörung 1634 bis zur Mitte des 18. Jahrhunderts entwickelt hat; ausgenommen ist der nach einer sogenannten „Flächensanierung“ (gleichbedeutend mit Totalabriss) nicht erhaltene und neu bebaute Südwestteil zwischen Königs- und Lilienstraße (mit dem ehem. israelitischen Schulhof um die im Pogrom 1938 zerstörte Hauptsynagoge). Den historischen und städtebaulichen Kernbereich bildet der im Grundriss noch ablesbare mittelalterliche Marktflecken, der bis zur Zerstörung im Dreißigjährigen Krieg in der Hauptsache bäuerlich geprägt war.

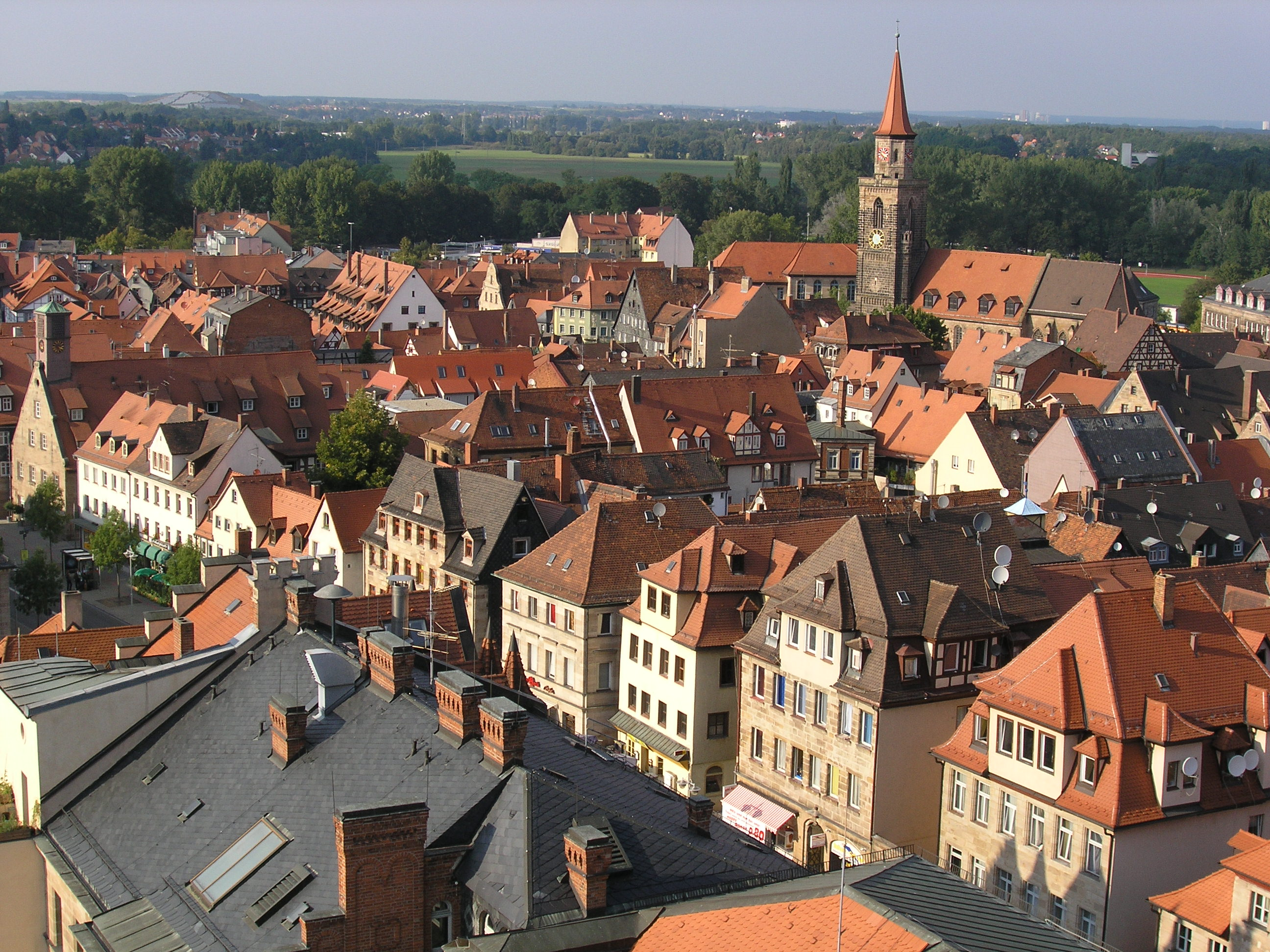
Teile des Ensembles Altstadt vom Rathausturm aus gesehen, im Vordergrund unter anderem diagonal Königstraße 75 bis 61

Seit dem Wiederaufbau im 17. Jahrhundert erfuhr der Ort eine – vor allem durch starkes Bevölkerungswachstum begründete – Erweiterung nach Südosten und eine Verdichtung der Bebauung. Die Linie Waagstraße/Obere Fischerstraße dürfte eine ältere Siedlungsgrenze darstellen; doch schon auf der Ortsansicht von 1630 erstreckt sich die Bebauung etwa bis in den Bereich der Oberen Mühle und des Helmplatzes. Der mittelalterliche, erstmals im Jahre 1007 belegte Marktort gruppierte sich um die zweimal abgeknickte Durchfahrtsachse Maxbrücke (ehemalige Badbrücke) – (untere) Königstraße (ehemalige Untere Frankfurter Straße) – Marktplatz – Gustavstraße (bis 1827: Bauerngasse).
Die Bauerngasse stand funktionsmäßig mit dem Marktplatz in Zusammenhang, in der Bauergasse stellten die Landwirte ihre Fuhrwerke ab und kehrten in den zahlreichen Gaststätten ein. Der Marktplatz wurde an der südlichen Seite im Zuge der sogenannten „Altstadtsanierung“ – tatsächlich ein beispielloser Flächenabriss von 132 historischen Häusern in den 1970er-Jahren – neu bebaut. Ansonsten zeigen Marktplatz und Gustavstraße noch das typische Bild einer alten fränkischen Kleinstadt. An der unteren Königstraße (Ostteil der Königstraße bis Schwammbergerstraße) ist die Altbebauung nur an der Nordseite erhalten. Die Südseite (gerade Nummern) wurde im Zuge der sogenannten „Altstadtsanierung“ abgebrochen und neu bebaut. Teilweise wurden für die Fassaden durchnummerierte Originalsteine verwendet. Die auffallend kleinteiligen Strukturen im Ensemblegebiet entstanden wahrscheinlich durch „Zertrümmerung“ (Realteilung), Funktionswechsel (Handwerk, Manufakturen, Einzelhandel) sowie Umbauung und Aufsiedlung der ehemaligen Bauernhöfe, deren landwirtschaftliche Funktion vom 17. bis 19. Jahrhundert aufgegeben wurde.
Der vom Verkehr völlig abgesonderte Kirchenplatz um die Stadtpfarrkirche St. Michael war bis 1811 Friedhof. Den Nordostrand des Ensembles bilden Pegnitz-, Untere Fischer- und Mühlstraße. Die schmale Helmstraße bildet einen abgerückten Bereich mit geschlossen erhaltener Altbausubstanz. Hauptachse des nachmittelalterlichen Erweiterungsgebietes wurde die Königstraße, die seit dem 18. Jahrhundert die Gustavstraße als Hauptverkehrsachse ablöste. An der nördlichen Seite der Königstraße zwischen Hausnummer 39 und 81 (ungerade Nummern) gibt ihr eine Reihe stattlicher Mansarddachhäuser des 18. Jahrhunderts ein einheitliches Gepräge. Als Verbindung zwischen der Königstraße und der Gustavstraße entstand seit dem späteren 17. Jahrhundert die noch weitgehend geschlossen erhaltene Schindelgasse, das markanteste Beispiel von Siedlungsverdichtung durch Bebauung von Hof- und Rückbereichen. Die weitere Verbindung Waagstraße war ursprünglich der Innenbereich eines großen landwirtschaftlichen Anwesens.

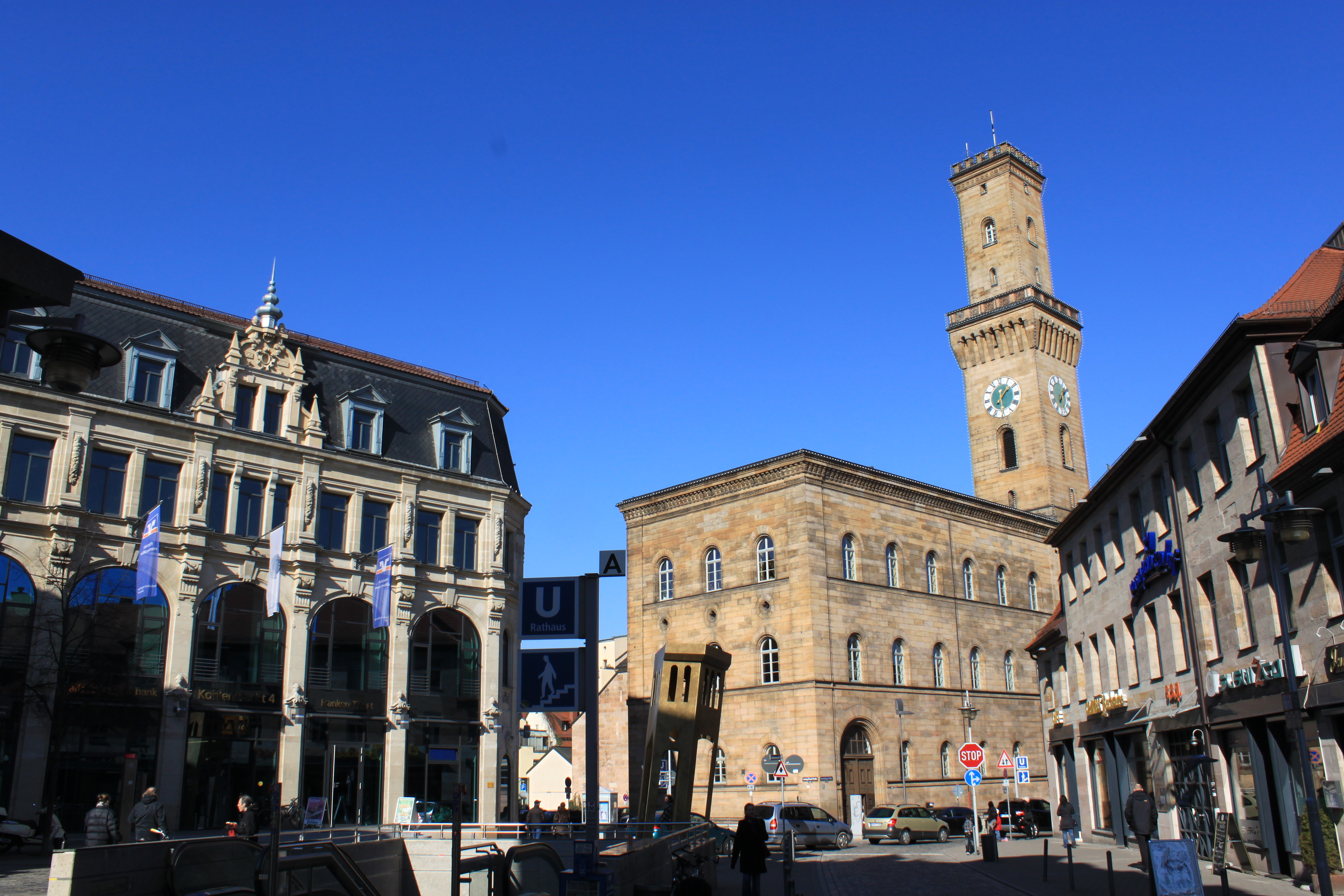
Fürth Kohlenmarkt Rathaus

Mit der Anlage des Königsplatzes (ursprünglich Dreikönigsplatz) war vielleicht eine zweite Schwerpunktbildung neben dem alten Marktplatz beabsichtigt. Die Ortserweiterung im Bereich des heutigen Rathauses geht auf die Initiative der Markgrafen von Ansbach zurück. An der Stelle des heutigen Rathauses errichteten die Markgrafen das zunächst als Schloss gedachte Brandenburger Haus (in der Folge Gasthof). Zum Ensemble gehören weiterhin die großenteils erhaltenen Wohnhausreihe Königstraße 90–110 (gerade Nummern) und die parallele, geradlinige Bäumenstraße, die bis zum südlichen Ende der erhaltenen Altbebauung einbezogen ist. Die Nordzeile der Schirmstraße (ungerade Nummern 1–11) ist ebenfalls Bestandteil des Ensembles Altstadt. Das Ensemble umfasst zudem die Gruppe späthistoristischer und jugendstilzeitlicher öffentlicher Gebäude südlich und östlich des Helmplatzes (Eichamt, Schule, Feuerhaus und Gymnasium), die eine Vorgängerbebauung ersetzt hat. Der Helmplatz bildet den südlichen Abschluss des Ensembles.

### Ensemble Ortskern Burgfarrnbach
Aktennummer E-5-63-000-7

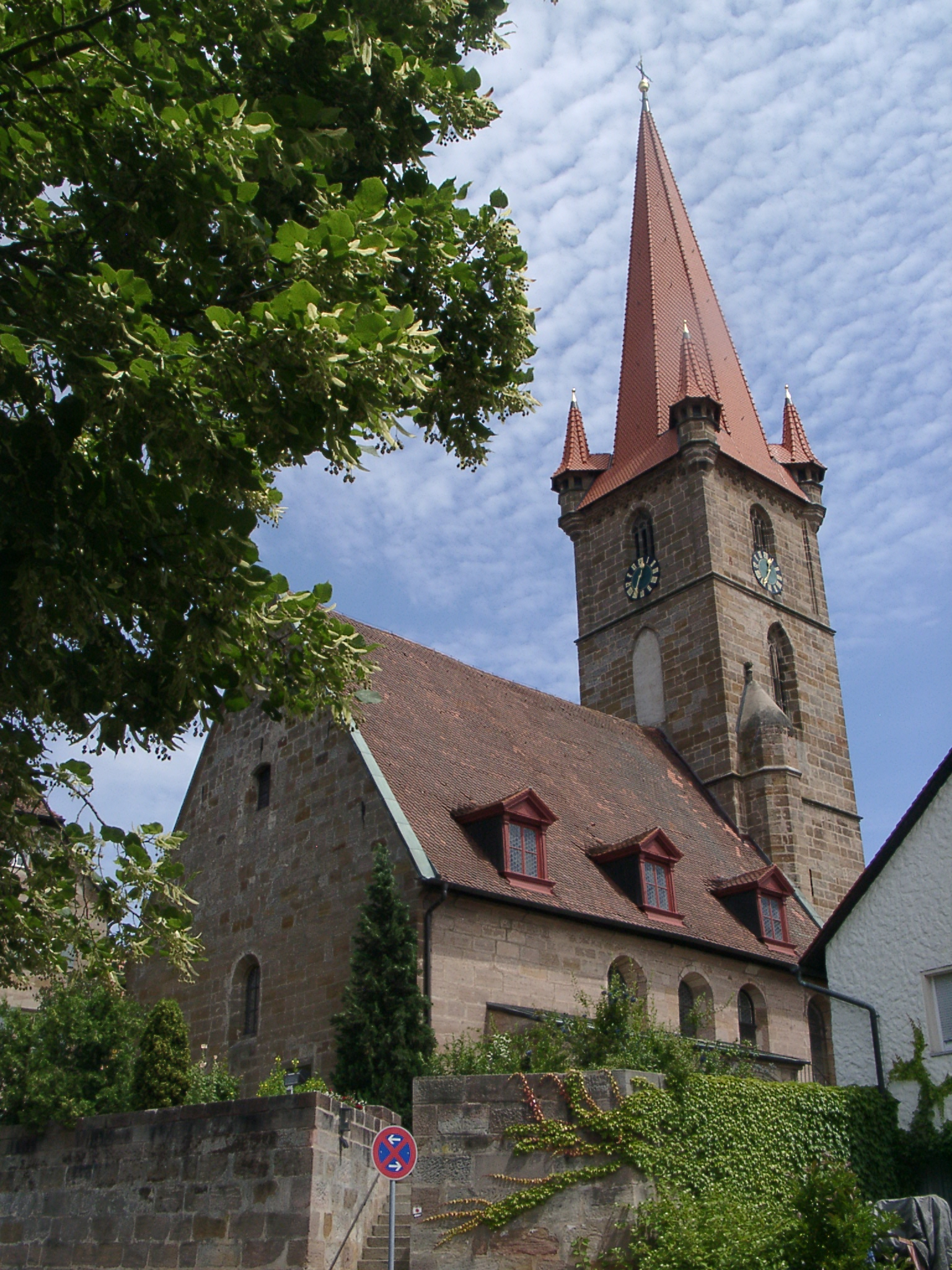
Kirche in Burgfarrnbach

Der wohl schon im Zuge der frühkarolingischen Besiedlung der Regnitzfurche an strategisch wichtiger Stelle entstandene Ort an der Einmündung des Farrnbaches wurde 903 erstmals erwähnt. Zuerst Oberfarrnbach geheißen wurde der Ort später nach den beiden vermutlich schon vor 1303 vorhandenen
Adelssitzen Burgfarrnbach genannt.
Das Ensemble umfasst den engeren historischen Ortskern – ohne das sog. Hinterdorf südlich des Farrnbaches –, der sich aus drei verschiedenen aber zusammenhängenden Siedlungsbestandteilen zusammensetzt. Das Zentrum des Ortes als Siedlung umfasst die langgestreckte Hauptstraße (Würzburger Straße) in der Ausdehnung von der Zufahrt zum Schloss bis zu der Kapellenplatz genannten Erweiterung im Westen. Dieser Platz war lange durch eine Bebauung an der Stelle der namengebenden Kapelle – von der Patrizierfamilie Volckamer 1478 errichtet und bis 1897 in Teilen erhalten – besetzt.
Dieser ,Oberen Kapelle` war ungefähr am alten östlichen Ortsrand und in der Höhe der
Schlosseinfahrt die ,Untere Kapelle` entgegengestellt. Die leicht gekrümmt verlaufende Straße wird im Wesentlichen durch freistehende meist giebelständige Bauern- und Wohnhäuser charakterisiert. Auffallende Akzente und Erinnerungen an den alten Verkehrsweg nach Würzburg bilden die Gasthäuser, wie der stattliche traufseitige Satteldachbau des 17. Jahrhunderts, Würzburger Straße 476, und der barocke Mansarddachbau einer Poststation, Würzburger Straße 488, an der Abzweigung nach
Regelsbach.
In dem südlich der Hauptstraße und westlich der Regelsbacher Straße gelegenen Zwickel liegt vom Kirchhof und der ehemaligen Schule (Regelsbacher Straße 3/5) umgeben die gotische Pfarrkirche. Um diese erhabene und weithin sichtbar aufragende Kirche, eine der ältesten Johanniskirchen der Gegend, schließt sich eine haufendorfartige Bebauung. Die unregelmäßige Anlage lässt diesen Bereich als alten Siedlungskern in der Nähe eines abgegangenen Wasserschlosses erkennen.
Dieser dritte zugehörige Siedlungskern von Burgfarrnbach wird heute von dem klassizistischen Schlossneubau der Grafen Pückler-Limpurg (heute Stadtarchiv) repräsentiert. Der mächtige 1830/34 errichtete Schlossbau begrenzt zusammen mit seinen Neben- und Wirtschaftsgebäuden sowie dem Schlosspark den Ort nach Süden. Die ehemalige Brauerei im Schlosshof wurde 1983/84 durch den Neubau eines Altenwohnheims ersetzt.
Im Zusammenwirken von Hauptstraße (Würzburger Straße), Kirchberg und Schloss ist Burgfarrnbach heute noch als ein typisch fränkischer Herrschaftsort erkennbar.

### Ensemble Eigenes Heim
Aktennummer E-5-63-000-3
Das Ensemble Eigenes Heim besteht aus zwei historischen Teilen, der eine älteste an der Vacher und Heimgartenstraße und der jüngere folgende mit der Damaschke- und Weinbergstraße. Begonnen hat diese Siedlungstätigkeit mit der Gründung einer Baugenossenschaft Eigenes Heim am 22. Oktober 1909, die sich zur Aufgabe den Bau, die Erwerbung und Betreuung von Kleinwohnungen stellte. Das Eigene Heim in
Fürth gehört somit zu den frühen von der Gartenstadtbewegung beeinflussten Unternehmungen, da sie bereits ein Jahr nach der Gründung der Nürnberger Gartenstadt und gleichzeitig mit deren ersten Planungen entstand.
Der ältere Teil wurde von den Fürther Architekten Peringer & Rogler im Bereich Vacher Straße, Heimgartenstraße und Feldstraße in den Jahren 1910/1911 errichtet. Diese zumeist malerisch abwechslungsreich gestalteten Doppelhäuser mit Fachwerkmotiven entsprechen den Haustypen, die auch in den Gartenstädten zu Anfang der Gartenstadtbewegung vor dem Ersten Weltkrieg charakteristisch waren. Auf die als gesundes Wohnen den Mietskasernen entgegengestellte Beziehung von kleiner eigener Hauseinheit (=Heim) und Garten, verweist auch der charakteristische Straßenname der 1909 benannten Heimgartenstraße.
Oberhalb dieses Siedlungsteiles auf der Schwand wurde nach dem Ersten Weltkrieg die Siedlung fortgeschrieben. Hier planten und bauten die Architekten der Nürnberger Gartenstadt Lehr & Leubert.
Jetzt wurden – 1919–1922 – aus wirtschaftlichen Gründen strenger gestaltete Reihenhausgruppen an der Weingarten- und Damaschkestraße errichtet. Die Bebauung an der Ostseite der Damaschkestraße war schon 1914 fertiggestellt worden. Trotz der sachlicheren Gestaltung gelang es den Architekten mit Torbogenmotiv und platzartigen Aufweitungen wieder eine städtebaulich abwechslungsreiche Anlage zu schaffen. Die 1925 erfolgte Umbenennung der ehem. Schwandstraße in Damaschkestraße, in Erinnerung an den Bodenreformer Adolf Damaschke (1865–1935), bringt auch die reformerischen Intentionen dieser Siedlung zum Ausdruck. Wie bei diesen Siedlungen vor der Stadt üblich, war auch hier ein Konsumgebäude und eine Gaststätte nicht vergessen.

### Ensemble Friedrichstraße
Aktennummer E-5-63-000-4

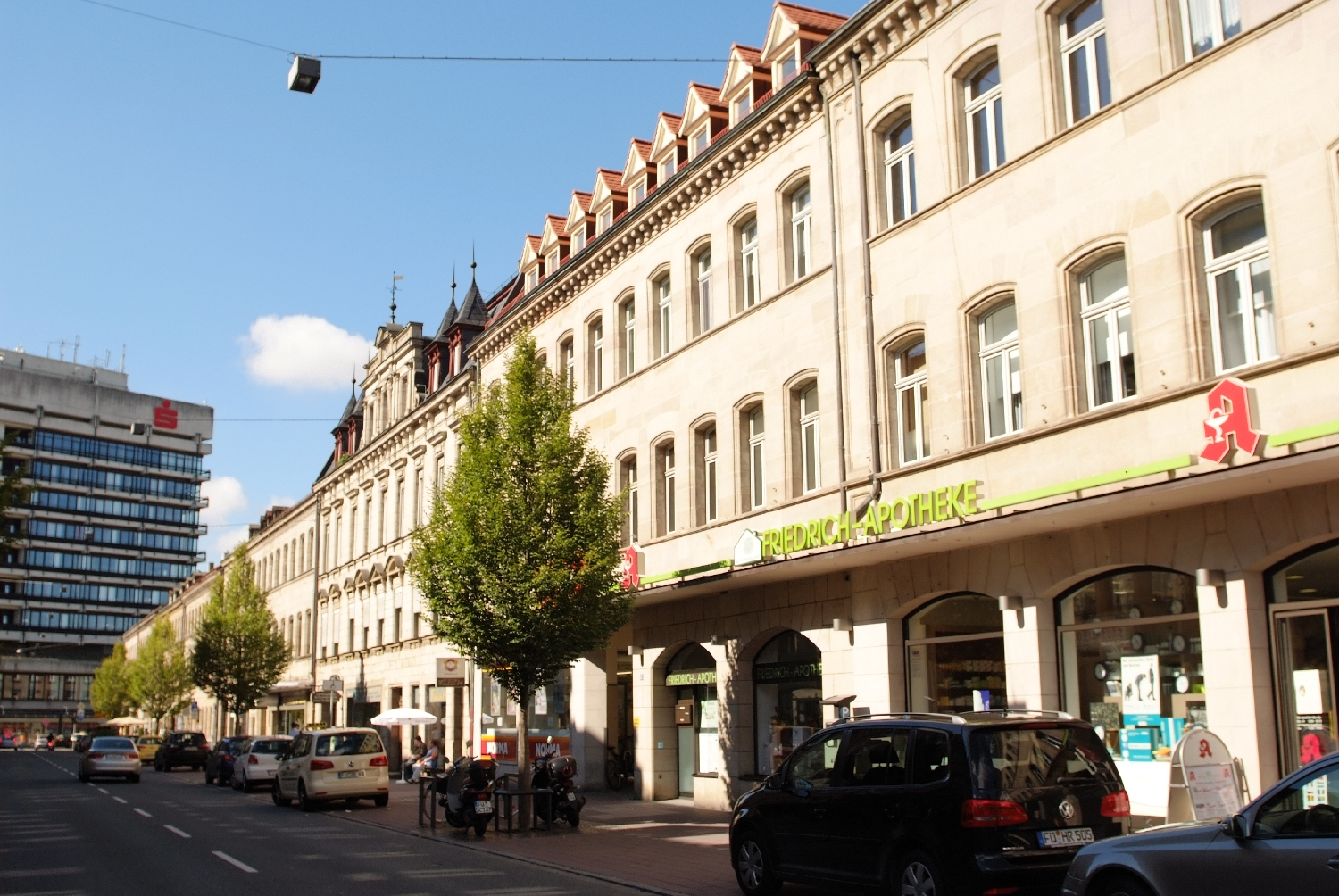
Ensemble Friedrichstraße Ostseite

Die Straße ist benannt nach dem Fürther Kaufmann und Mitbegründer der Ludwigseisenbahn, Johann Heinrich Friedrich Meyer (1787–1847).
Durch ihre Lage am ehem. Bahnhof der 1835 eröffneten ältesten deutschen Eisenbahn besaß die Straße im 19. Jahrhundert eine Bedeutung, die noch heute in der monumentalen Einheitlichkeit der Bebauung anschaulich zum Ausdruck kommt. In der Regel handelt es sich um dreigeschossige, breit proportionierte Traufhäuser mit Sandsteinfassaden. Stilistisch und in der Geschlossenheit des in den 40er und 50er Jahren des 19. Jahrhunderts entstandenen Straßenbildes ist das Vorbild von Friedrich von Gärtners Bauten an der Münchener Ludwigstraße erkennbar, das hier für die Bedürfnisse einer bürgerlichen, durch Gewerbefleiß und Handel geprägten Stadt abgewandelt wurde.

### Ensemble Hornschuchpromenade/Königswarterstraße
Aktennummer E-5-63-000-5

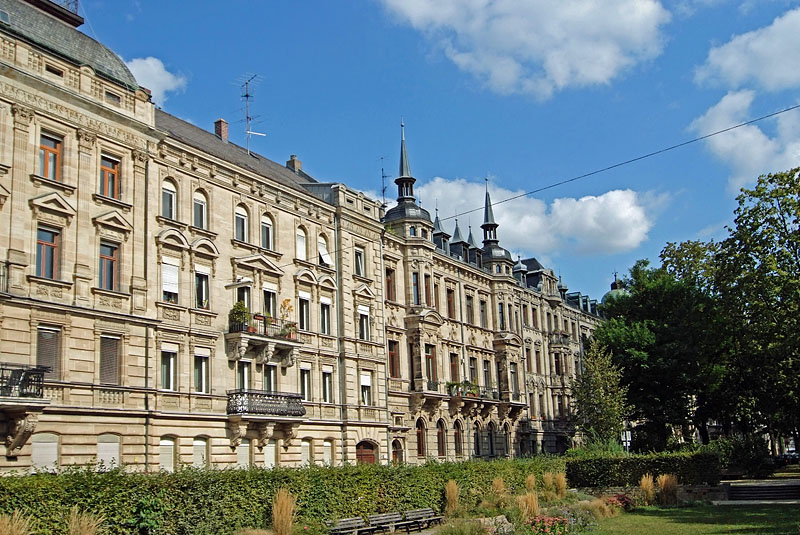
Hornschuchpromenade 1, 2, 3, 4 und 5.

Das Ensemble setzt sich zusammen aus der Bebauung der Hornschuchpromenade und Königswarterstraße mit den anschließenden Nebenstraßen und der in der Mitte gelegenen kleinen Parkanlage samt Allee. Entlang der Nordseite der hier 1835 eröffneten ehem. Ludwigseisenbahn, der ältesten Eisenbahnstrecke Deutschlands, wurde 1838 eine schmale städtische Grünanlage, die
Promenade, angelegt. Die hier nördlich verlaufende „obere Weinstraße“ wurde erst 1890 in Promenade umbenannt, bis sie schließlich ab 1912 als Hornschuchpromenade an einen Wohltäter der Stadt erinnert. Auch die südlich verlaufende ehem. Bahnhofstraße, seit 1875 Königswarterstraße, hatte ihren Namen nach einem vermögenden Wohltäter der Stadt erhalten. Hiermit dokumentieren bereits die Namen die Denkmalbedeutung als repräsentative Anlage des wohlhabenden und einflussreichen Bürgertums von Fürth im späten 19. und frühen 20. Jahrhundert.

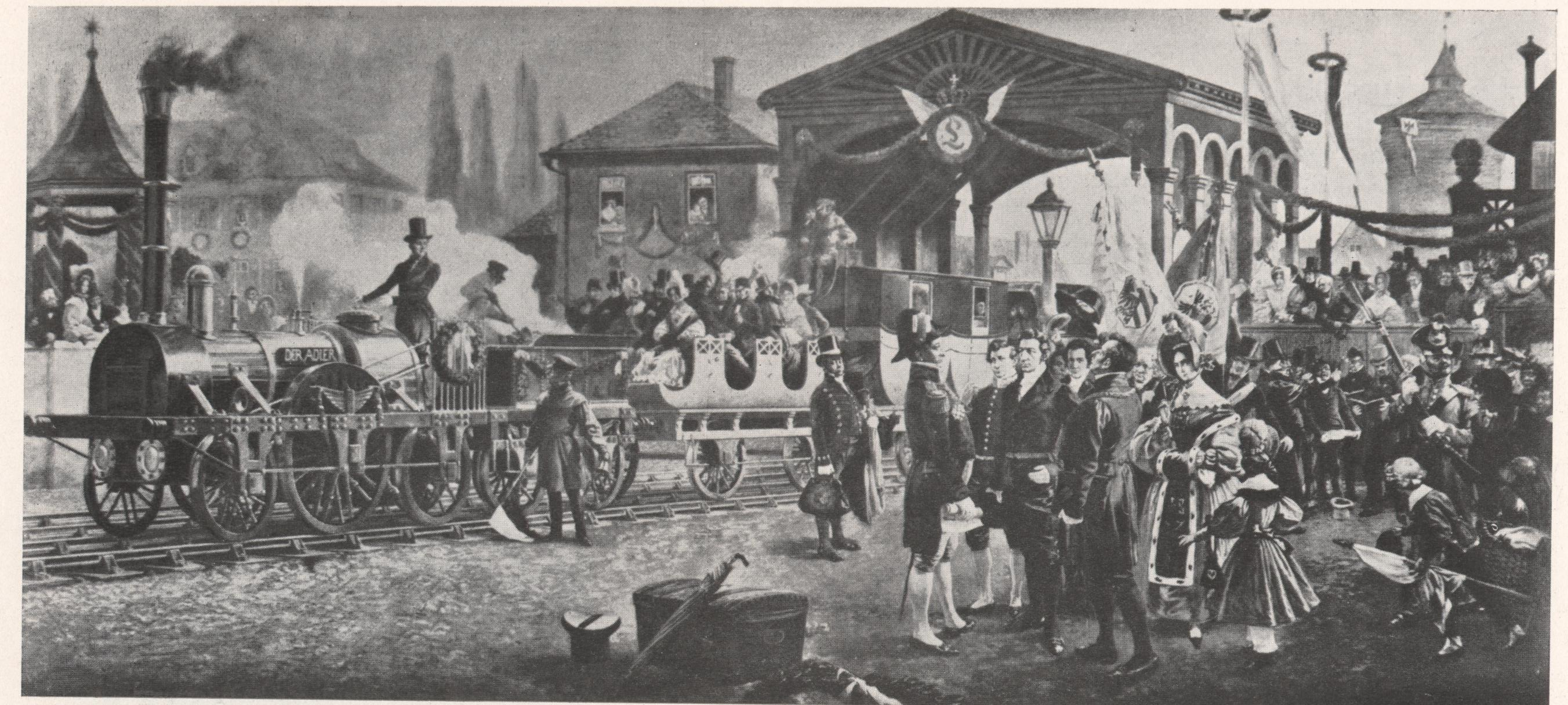
Ludwigseisenbahn

An diesen beiden Straßen entstanden nämlich seit 1883 meist viergeschossige herrschaftliche Mietshäuser mit sehr aufwendig gestalteten Sandsteinfassaden in den Formen des späten Historismus (Neurenaissance, Neubarock, Deutsche Renaissance). Der architektonische Ausbau wurde im frühen 20. Jahrhundert abgeschlossen mit einer eigenständigen Fürther Ausprägung der Architektur der Jugendstilzeit. Die Geschlossenheit der leicht konvergierenden Anlage – mit dem Park in der Mitte und einer schmalen Westfassade, die durch die Einschnürung an der Luisenstraße entstand und die
mit der Fassade von Rudolf-Breitscheid-Straße 51 ebenso eine repräsentative Gestaltung aufweist – bewahrt eine von Zeitgenossen mit Pariser Boulevards verglichene städtebauliche Einheit. Der außergewöhnlich gut erhaltene Baubestand dehnt sich teilweise als symmetrisch aufeinander bezogene Baugruppen bis in die kleineren Nebenstraßen aus, so dass diese von der Gesamtanlage nicht zu trennen sind.
Bis heute ist hier der vornehmste Wohnbereich des wohlhabenden Bürgertums der Handels- und Industriestadt Fürth anschaulich, der in seiner fast lückenlos erhaltenen Geschlossenheit zudem eines der eindrucksvollsten gründerzeitlichen Stadtquartiere Bayerns und Deutschlands darstellt.
Es sind jedoch auch Störungen zu vermerken, wie die Anwesen Hornschuchpromenade 11 und 19, wie die Neubauten Königswarterstraße 82 und 84 anstelle einer Fabrikantenvilla.

### Ensemble nordwestliche Südstadt Fürth
Aktennummer E-5-63-000-15

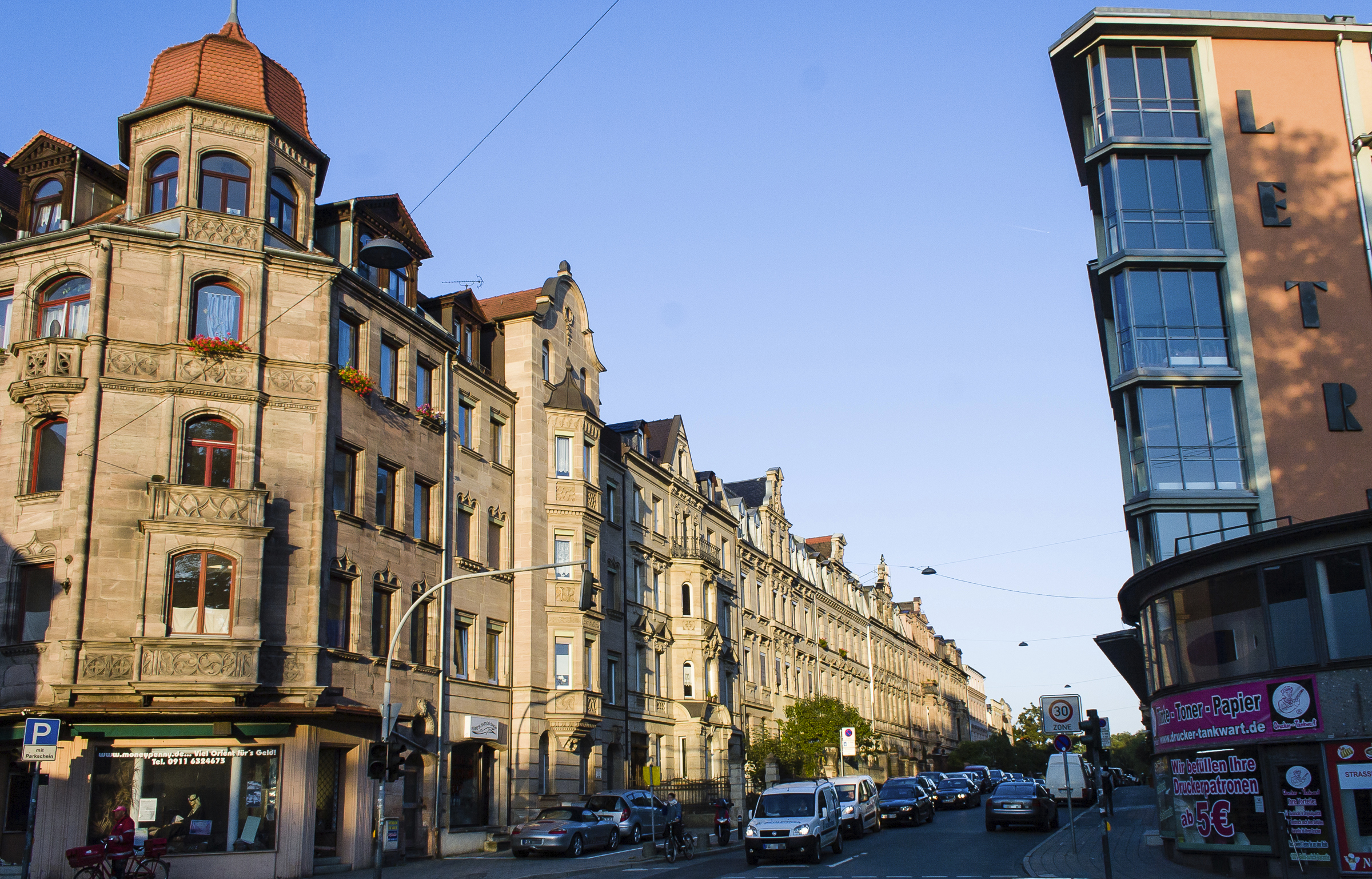
Karolinenstraße im Ensemble nordwestliche Südstadt Fürth

Das Ensemble nordwestliche Südstadt Fürth geht auf eine einheitliche Stadtplanung zurück, die sich archivalisch erstmals für das Jahr 1862 greifen lässt. Die Planung für das freie Areal südlich der zu dieser Zeit bereits projektierten und im Jahr 1865 eröffneten Bahnstrecke Nürnberg – Würzburg sah drei parallel geführte, die historische Ausfallachse Richtung Schwabach (Schwabacher Straße) rechtwinklig schneidende gerade Straßen vor, die in etwa den heutigen Straßenzügen Karolinenstraße, Johannis-/Lessingstraße und Amalienstraße entsprechen. Die Bebauung dieses Areals begann im Jahr 1873 mit dem westlichen Teil der Karolinenstraße. Mit dem Bau der evangelischen Stadtpfarrkirche St. Paul 1897–1900 und der zugehörigen Platzanlage sowie der gleichzeitigen Anlage der diesen Platz tangierenden Simonstraße war der erste planmäßige Ausbau des Gebiets südliche der Bahnlinie abgeschlossen.
Die bis heute in ungewöhnlicher Dichte erhaltene historische Bebauung vollzog sich in mehreren, anhand der unterschiedlichen Fassadengestaltungen auch architekturgeschichtlich nachvollziehbaren Schritten. Die Architektursprache der geschlossen bebauten Doppelzeilen reicht von einem frühen Gründerzeitstil der 1870/80er Jahre in der westlichen Karolinenstraße über schlichte Neurenaissanceformen der 1880/90er Jahre in der Lessingstraße bis hin zur klassischen Deutschen Renaissance in der Simonstraße. Die Amalienstraße als „Hauptstraße“ des Quartiers wird durch eine besonders stattliche Bebauung mit besonders aufwendigen Fassaden im Stil des späten Historismus und des Jugendstils geprägt. Der Dr.-Martin-Luther-Platz als östlicher Endpunkt erhält durch die neugotische Baugruppe der St.-Pauls-Kirche samt zugehörigen Pfarrhaus einen wirkungsvollen Akzent. Die in ihrem Erscheinungsbild unverändert erhaltenen Fassaden dokumentieren bis heute höchst anschaulich den Formenkanon und die Stilvielfalt des großstädtischen Historismus.
Darüber hinaus zeigt die rasterförmige, streng rechtwinklig angelegte Straßenführung – selbst der Kirchplatz ist rechtwinklig angelegt – geradezu idealtypisch die stadtplanerische Auffassung des späten 19. Jahrhunderts; die Idee des malerischen Städtebaus mit geschwungenen Straßenzügen sollte erst später aufkommen. Die nordwestliche Südstadt hat deshalb eine architekturhistorisch-künstlerische und eine städtebauliche Bedeutung.
Bis zur Unterschutzstellung des Ensembles Ende 2024 war der nordwestliche Teil mit den Häusern Karolinenstraße 1 bis 20 bereits als    „Ensemble Karolinenstraße“ in der Denkmalliste geführt.

### Ensemble Ortskern Poppenreuth
Aktennummer E-5-63-000-8
Das Ensemble umfasst den Kern des Straßendorfes Poppenreuth, dessen Hauptachse von ein- bis zweigeschossigen Giebelhäusern samt ihren Hofmauern eingeschlossen wird.
Das als Rodungsdorf entstandene Poppenreuth gehörte vermutlich zur Königsmark Fürth, im 12. Jahrhundert war es staufisches Haus- bzw. Königsgut. 1504 wird Poppenreuth als ein Pfarrdorf bezeichnet, das nürnbergisch und dompropstisch-bambergisch ist, womit die Herrschaftsverhältnisse bis ins Spätmittelalter angedeutet sind.

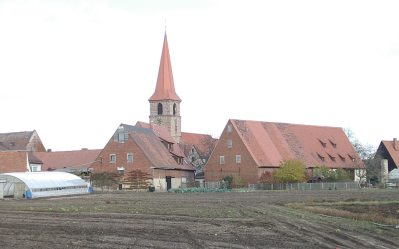
Poppenreuth (Fürth) mit Kirche

1900 wurde es nach Fürth eingemeindet. Das Dorf hat trotzdem seinen Dorfcharakter bewahren können, was insbesondere durch den geschichtlichen und monumentalen Schwerpunkt von Pfarrkirche, Pfarrhof und dem sog. Markthaus mit Hof geschieht. Die evang.-luth. Pfarrkirche St. Peter und Paul lässt auch im heutigen Ortsbild ihre ursprüngliche Randlage noch erkennen und ist von einem ummauerten Kirchhof umgeben; sie ist als eine der ältesten Kirchen im sog. Knoblauchsland ehem. Mutterpfarrei von St. Sebald in Nürnberg. Gegenüber steht das Pfarrhaus, ein massiver Walmdachbau von 1707 mit Grundstücksummauerung von 1765. Mit dem sog. Markthaus samt seinem stattlichen, massiven Scheunenbau, ebenfalls in nächster Nähe zur Kirche, und anderen Wohnstallhäusern hat sich ein dichter Denkmälerbestand im Ortskern erhalten. Den rückwärtigen Abschluss der Hofstellen bilden Ökonomiegebäude des 18. bis späten 19. Jahrhunderts. Den westlichen Blickpunkt und Abschluss des Ensembles bildet die Fachwerkscheune Poppenreuther Straße 119, vor der die Straße südlich ausweicht.

### Ensemble Ehemalige US-Offizierssiedlung Dambach
Aktennummer E-5-63-000-10
Die am Stadtrand, nahe beim namensgebenden Vorort Dambach gelegene Siedlung für amerikanische Stabsoffiziere und Oberste bildet ein typisches Beispiel des Siedlungsbaus der fünfziger Jahre. Die
Wohnanlage wurde im Auftrag der Regierung von Mittelfranken unter Aufsicht des Finanzbauamts Nürnberg von dem Frankfurter Architekten Franz C. Throll im Jahre 1954 entworfen und bis 1959 ausgeführt.
Erschlossen wird sie von drei geschwungenen Straßenzügen. Beethoven- und Haydnstraße bilden eine Schlaufe aus. Um ein Rondell mit einem ehemaligen Wasserbassin werden im Norden die Haydn- und Brahmsstraße zusammengeführt. Entlang der Straßenzüge, inmitten einer weiträumigen,
gemeinschaftlichen, parkartigen Grünfläche sind, oftmals schräg zueinander versetzt, zwei Typen von insgesamt 44 Wohnhäusern angeordnet. Zur günstigen Belichtung besitzen sie größtenteils Nord-Süd-Orientierung. Es handelt sich durchgängig um zweigeschossige, traufständige Häuser mit giebelseitigem, außen liegendem Kamin und flachem Satteldach. Entweder sind es Doppelhäuser für die Stabsoffiziere mit rückwärtigem Balkon und einer Autounterfahrt oder Einfamilienhäuser für die Obersten mit einem Garagenanbau. Diese elf Einfamilienhäuser befinden sich im Norden der Siedlung. Sämtliche Häuser sind stark durchfenstert, rückwärtig mit dreiteiligen Türfenstern zur Terrasse. Der Eingang wird durch ein schlichtes, trapezförmiges Vordach markiert. Die seitlich an den Doppelhäusern angebrachten Autounterfahrten werden aus einer flachen Betondecke gebildet, die von schlanken Rundstützen aus Stahl getragen wird. Die Wärmeversorgung der Siedlung erfolgte über eine Trafostation.

### Ensemble Beamtensiedlung Dambach
Aktennummer E-5-63-000-11
Der Bayerische Landesdenkmalrat beschloss am 30. Oktober 2015 auf Antrag des früheren Stadtheimatpflegers Alexander Mayer die Ausweisung der sogenannten Beamtensiedlung als Ensemble.
Die 1921–26 in mehreren Bauabschnitten errichtete Beamtensiedlung Dambach ist eine zusammenhängende, nahezu unverändert aus der Bauzeit überliefert Wohnanlage aus 16 zu 2er, 3er und 4er-Blocks zusammengefassten Wohnhäusern mit insgesamt 55 Wohnungen zu je 80 m². Die Siedlung wurde von dem im Fürther Wohnungsbau bereits vor dem Ersten Weltkrieg viel beschäftigten Baubüro Bräutigam & Wiessner zusammen mit einem Architekten Bendel aus Nürnberg geplant. Bei den einzelnen Wohnhäusern handelt es sich um durchgängig traufseitig gestellte, zweigeschossige Satteldachbauten mit regelmäßiger Fenstersetzung. Zur Gliederung dienen kräftig profilierte, verkröpfte Traufgesimse. Eine Eintönigkeit des insgesamt einheitlichen Erscheinungsbildes der Siedlung wird durch vereinzelt gesetzte, flach ausgebildete Bodenerker und schlichte Putzornamente vermieden. Die Dachlandschaft wird durch kantige Fledermaus- und stehende Satteldachgauben sowie durch die unverputzten Klinkersteinkamine akzentuiert. Die zu jedem Wohnhaus zugehörigen ehemaligen Stallgebäude sind zum Teil freistehende, zum Teil den Giebelseiten vorgesetzte eingeschossige Satteldachbauten. Die Formensprache der Siedlung zeigt den Übergang von einem barockisierenden Heimatstil hin zu den Ansätzen einer sachlichen Moderne. Die Häusergruppen stehen entlang zweier ringförmig zueinander verlaufenden Straßenzüge und umschließen einen großen, offenen Gartenbereich mit schmalen Erschließungswegen. Die Wohnhäuser und ihre Gärten stellen eine aufeinander bezogene, malerische Einheit dar. Die Positionierung der Bauten, die Wegeführung und die Blickachsen bilden eine geschlossene Einheit. Die Gründung der Beamtensiedlung Dambach war eine direkte Reaktion auf die nach dem Ende des Ersten Weltkriegs insbesondere in den Großstädten aufgekommene große Wohnungsnot. Die Schaffung von günstigem Wohnraum für städtische und staatliche Beamtenfamilien bei gleichzeitiger Berücksichtigung reformerischer Ideen wie der eigene Garten mit kleinem, der Selbstversorgung dienendem Stallgebäude ist von hoher sozialgeschichtlicher Bedeutung. Aufgrund ihrer strukturellen, auf ein friedliches Nebeneinander abgestimmten und bis heute erlebbaren Geschlossenheit ist die Siedlung ein für die 1920er Jahre selten gewordenes Beispiel einer kleinen Wohnanlage mit Gartencharakter. Die Siedlung steht für eine städtebaulich ambitionierte Lösung des nach dem Ende des Ersten Weltkriegs eingetretenen gravierenden Wohnungsproblems. Die Schaffung von möglichst viel Wohnraum konnte überzeugend mit einem städtebaulich malerischen Erscheinungsbild und den damals vorherrschenden reformerischen Intentionen verbunden werden. Die Gärten samt den Stallgebäuden und Erschließungswegen sind zusätzliche Denkmalwerte des Ensembles.